# Ma-eul - Achi-ara-ui bimil
Ma-eul - Achi-ara-ui bimil (hangeul: 마을 – 아치아라의 비밀, lett. Il villaggio - Il segreto di Achiara; titolo internazionale The Village: Achiara's Secret) è una serie televisiva sudcoreana trasmessa su SBS dal 7 ottobre al 3 dicembre 2015.

## Trama
Achiara è un villaggio tranquillo e pacifico, nel quale quasi non si commettono crimini. Tuttavia, durante il suo primo giorno in paese l'insegnante d'inglese Han So-yoon rinviene un cadavere sepolto. Mentre tutti gli abitanti speculano sull'identità della defunta e le ragioni della sua morte, il poliziotto alle prime armi Park Woo-jae fa squadra con So-yoon per scoprire i segreti nascosti del villaggio apparentemente idilliaco.

## Personaggi
- Park Woo-jae, interpretato da Yook Sung-jae
- Han So-yoon, interpretata da Moon Geun-young
- Yoon Ji-sook, interpretata da Shin Eun-kyung
- Seo Ki-hyun, interpretato da On Joo-wan
- Kim Hye-jin, interpretata da Jang Hee-jin
- Nam Gun-woo, interpretato da Park Eun-seok
- Shin Ga-young, interpretata da Lee Yul-eum
- Ispettore Han, interpretato da Kim Min-jae
- Kang Joo-hee, interpretata da Jang So-yeon
- Seo Yoo-na, interpretata da Ahn Seo-hyun
- Seo Chang-kwon, interpretato da Jung Sung-mo
- Kyung-soon, interpretata da Woo Hyun-joo
- Ba-woo, interpretato da Choi Won-hong
- Kang Pil-sung, interpretato da Choi Jae-woong
- Capo della stazione di polizia, interpretato da Ryu Tae-ho
- Madre di Chang-kwon, interpretata da Kim Yong-rim
- Cha Min-joo, interpretata da Jung Soo-young
- Signora Hong, interpretata da Kim Sun-hwa
- Soon-young, interpretata da Moon Ji-in
- Choi Hyung-kil, interpretato da Jo Han-chul
- Madre di Ji-sook, interpretata da Jung Ae-ri

## Ascolti
| Episodio | Data di trasmissione | Dati TNMS           | Dati TNMS                  | Dati AGB            | Dati AGB                   |
| Episodio | Data di trasmissione | A livello nazionale | Area metropolitana di Seul | A livello nazionale | Area metropolitana di Seul |
| -------- | -------------------- | ------------------- | -------------------------- | ------------------- | -------------------------- |
| 1        | 7 ottobre 2015       | 6,2%                | 7,5%                       | 6,9%                | 7,5%                       |
| 2        | 8 ottobre 2015       | 6,1%                | 6,9%                       | 5,9%                | 6,1%                       |
| 3        | 14 ottobre 2015      | 7,0%                | 8,1%                       | 7,1%                | 7,8%                       |
| 4        | 15 ottobre 2015      | 5,5%                | 6,5%                       | 5,2%                | 5,9%                       |
| 5        | 21 ottobre 2015      | 4,6%                | 7,2%                       | 5,1%                | 5,5%                       |
| 6        | 22 ottobre 2015      | 5,7%                | 7,3%                       | 5,2%                | 5,6%                       |
| 7        | 28 ottobre 2015      | 4,7%                | 5,7%                       | 4,8%                | 5,4%                       |
| 8        | 29 ottobre 2015      | 5,8%                | 7,7%                       | 7,0%                | 8,1%                       |
| 9        | 4 novembre 2015      | 4,8%                | 5,8%                       | 4,9%                | 5,7%                       |
| 10       | 5 novembre 2015      | 5,1%                | 6,0%                       | 5,4%                | 5,9%                       |
| 11       | 12 novembre 2015     | 7,4%                | 8,2%                       | 6,3%                | 6,7%                       |
| 12       | 18 novembre 2015     | 4,5%                | –                          | 5,7%                | 6,3%                       |
| 13       | 19 novembre 2015     | 4,4%                | 5,4%                       | 5,9%                | 6,3%                       |
| 14       | 25 novembre 2015     | 4,6%                | 6,0%                       | 5,5%                | 5,8%                       |
| 15       | 2 dicembre 2015      | 4,3%                | 4,9%                       | 6,8%                | 8,2%                       |
| 16       | 3 dicembre 2015      | 6,1%                | 7,2%                       | 7,6%                | 9,0%                       |
| Media    | Media                | 5,5%                | 6,5%                       | 5,9%                | 6,3%                       |

## Riconoscimenti
| Anno | Premio           | Categoria                                 | Ricevente       | Risultato       |
| ---- | ---------------- | ----------------------------------------- | --------------- | --------------- |
| 2015 | SBS Drama Awards | Excellence Award, Actress in a Miniseries | Moon Geun-young | Vincitore/trice |
| 2015 | SBS Drama Awards | Excellence Award, Actress in a Miniseries | Shin Eun-kyung  | Candidato/a     |
| 2015 | SBS Drama Awards | Top 10 Stars                              | Moon Geun-young | Vincitore/trice |
| 2015 | SBS Drama Awards | Special Award, Actress in a Miniseries    | Jang So-yeon    | Candidato/a     |
| 2015 | SBS Drama Awards | New Star Award                            | Yook Sung-jae   | Vincitore/trice |
| 2015 | SBS Drama Awards | New Star Award                            | Lee Yeol-eum    | Vincitore/trice |